# Ataköy, Ekinözü
Ataköy là một xã thuộc huyện Ekinözü, tỉnh Kahramanmaraş, Thổ Nhĩ Kỳ. Dân số thời điểm năm 2010 là 511 người.